# 13389 Стейсі
13389 Стейсі (13389 Stacey) — астероїд головного поясу, відкритий 10 січня 1999 року.
Тіссеранів параметр щодо Юпітера — 3,194.